# Argyreia
Argyreia ist eine Pflanzengattung aus der Familie der Windengewächse (Convolvulaceae). Die etwa 135 Arten sind im tropischen und subtropischen Asien bis Queensland und in Madagaskar beheimatet. Die Hawaiianische Holzrose (Argyreia nervosa) wird in den Tropen oft kultiviert.

## Merkmale
Argyreia sind ausdauernde, verholzende Lianen. Die Laubblätter sind ganzrandig und gestielt. Auf der Blattunterseite sind sie gelegentlich silbern seidig behaart.
Die Blüten stehen in wenig- bis vielblütigen zymösen Blütenständen. Die fünf Kelchblätter sind krautig bis nahezu lederig und in Form und Größe variabel. Oftmals ist die Außenseite des Kelchs behaart. An der Frucht ist der Kelch leicht bis stark vergrößert. Die Krone kann klein oder groß sein, die Form variiert zwischen glocken-, trichter- oder röhrenförmig. Es gibt Arten mit violetten, roten, rosa oder weißen Blüten. Der Kronsaum ist nahezu ganzrandig oder tief gelappt, die Verwachsungsstellen zwischen den Kronblättern sind behaart. Die fünf Staubfäden können über die Krone hinausstehen oder nicht. Die Narbe besteht aus zwei kugelförmigen Teilen.
Die Früchte sind elliptische bis kugelförmige Beeren. Sie sind fleischig, lederig oder mehlig und können violett, rot, orange oder gelblich gefärbt sein. Sie enthalten vier oder weniger Samen, diese sind unbehaart oder selten um das Hilum herum fein behaart.

## Verbreitung
Die Arten kommen ursprünglich hauptsächlich im tropischen und subtropischen Asien vor, vier Arten sind in Madagaskar heimisch und zwei Arten kommen auch in Queensland (Australien) vor.

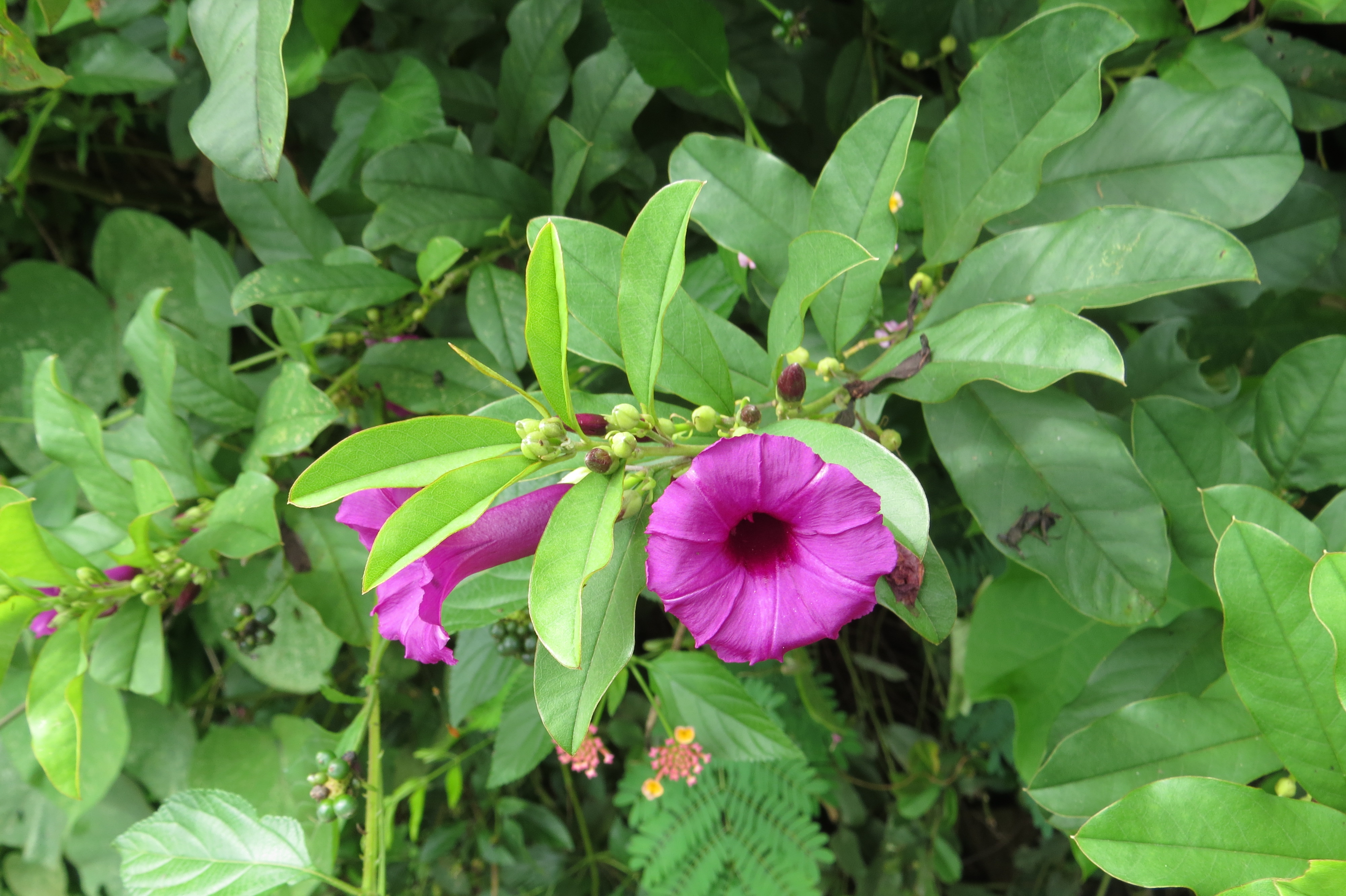
Argyreia cuneata

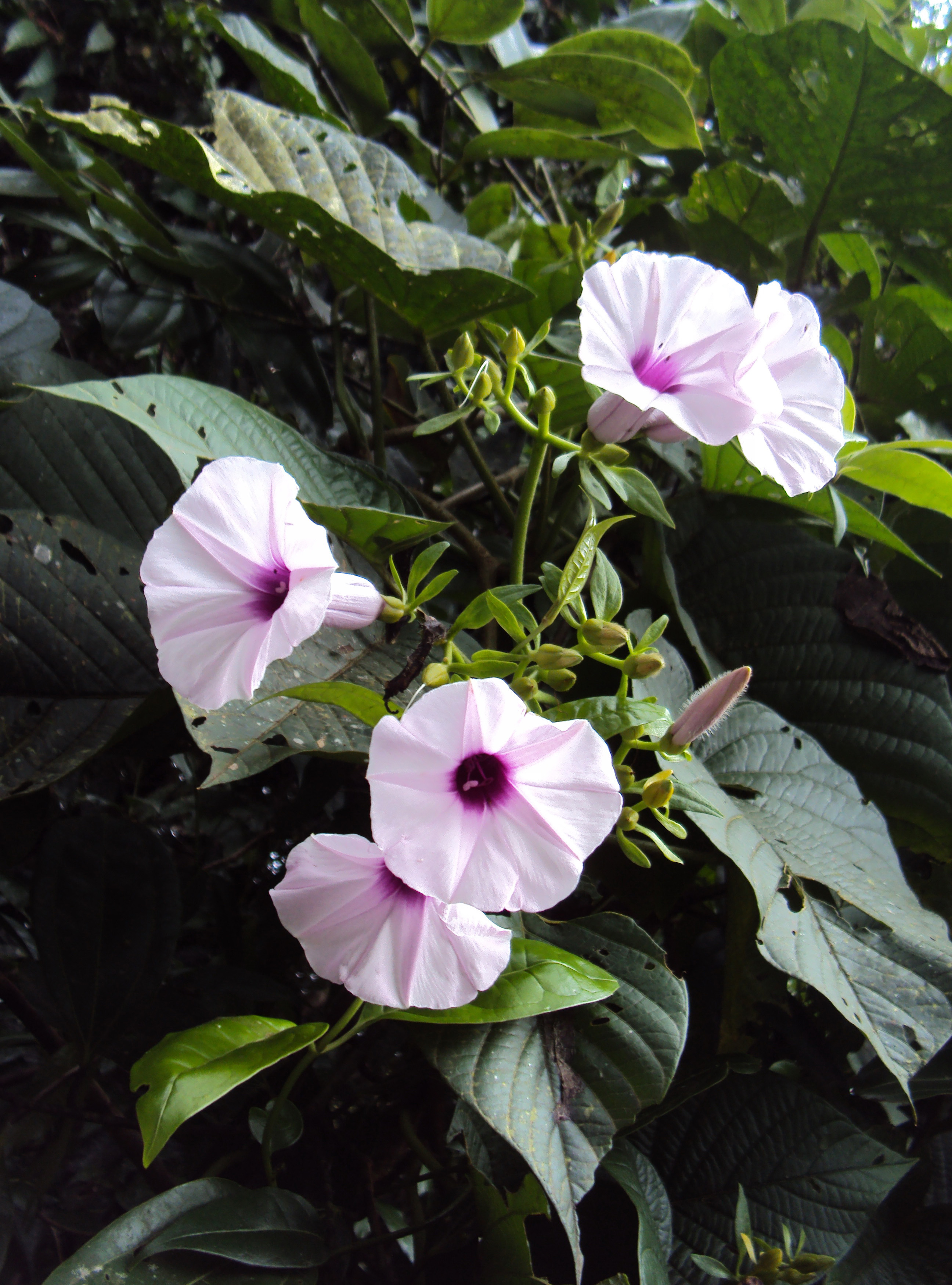
Argyreia hirsuta

## Systematik
Die Gattung wird innerhalb der Windengewächse in die Tribus Ipomoeeae eingeordnet. Innerhalb der Gattung werden rund 90–135 Arten unterschieden.
Hier eine Auswahl der Arten:
- Argyreia cuneata (Willd.) Ker Gawl.: Die Heimat ist Indien; Vorkommen in Bangladesch sind fraglich.[1]
- Argyreia hirsuta Wight & Arn.: Die Heimat ist Sri Lanka und das südliche Indien.[1]
- Hawaiianische Holzrose (Argyreia nervosa (Burm. f.) Bojer; Syn.: Argyreia speciosa (L. f.) Sweet): Das ursprüngliche Verbreitungsgebiet reicht vom Indischen Subkontinent bis Myanmar.[1]  Darüber hinaus ist die Art aber in zahlreichen Ländern Afrikas, Asiens, Mittelamerikas und Australiens ein Neophyt.[1]
- Argyreia obtusifolia Lour.: Sie kommt vom südlichen China bis Laos und Vietnam vor. In Queensland ist die Art ein Neophyt.[1]
- Argyreia wallichii Choisy: Die Heimat ist Sikkim bis zum nördlichen Indochina und China.[1]

Nicht mehr zu dieser Gattung wird gestellt:
- Argyreia megapotamica Griseb.   =>  Ipomoea megapotamica Choisy.